# Độc Cô
Độc Cô (giản thể: 独孤; phồn thể: 獨孤; bính âm: Dúgū) là một họ của người châu Á. Họ này xuất hiện chủ yếu ở Trung Quốc.

## Người Trung Quốc họ Độc Cô nổi tiếng
- Văn Hiến Hoàng hậu Độc Cô Già La, hoàng hậu dưới triều Tùy Văn Đế.
- Minh Kính Hoàng hậu Độc Cô thị, vương hậu dưới thời Bắc Chu Minh Đế.
- Nguyên Trinh Hoàng hậu Độc Cô thị, sinh mẫu của Đường Cao Tổ.
- Độc Cô quý phi (Đường Đại Tông), sủng phi của Đường Đại Tông.
- Độc Cô Tổn, Tiết độ sứ An Nam bị vua Đường truất chức.
- Độc Cô Tín
- Độc Cô Trì
- Độc Cô Hiển
- Độc Cô Cầu Bại